# Byron Black
Byron Black (Salisbury, 6 de octubre de 1969) es un exjugador profesional de tenis zimbabuense que participó en la Copa Davis por su país. 
Es hermano de los también extenistas profesionales Cara y Wayne Black.  Acudió a estudiar a la Universidad del Sur de California.
En 1995 Black llegó a los cuartos de final del Abierto de Estados Unidos y en el 2000 alcanzó la misma instancia en Wimbledon. Su mejor puesto en el escalafón mundial de la ATP se dio en junio de 1996, mes en el que alcanzó el puesto n.º 22.
Fue un gran exponente de dobles, llegando a ser el n.º 1 del mundo en esta especialidad en febrero de 1994. En dicho año ganó el campeonato de Roland Garros con Jonathan Stark como pareja de juego. Black fue también finalista de dobles en otros 3 Grand Slams: el Abierto de Australia en 1994 y 2001 y en Wimbledon en 1996. 
Black es uno de los pocos jugadores profesionales que utiliza sus dos manos para el drive.

## Torneos de Grand Slam

### Campeón Dobles (1)
| Año  | Torneo        | Pareja         | Oponentes en la final      | Resultado  |
| 1994 | Roland Garros | Jonathan Stark | Jan Apell / Jonas Björkman | 6-4 7-6(5) |

### Finalista Dobles (3)
| Año  | Torneo               | Pareja         | Oponentes en la final            | Resultado       |
| 1994 | Abierto de Australia | Jonathan Stark | Jacco Eltingh / Paul Haarhuis    | 7-6 3-6 4-6 3-6 |
| 1996 | Wimbledon            | Grant Connell  | Todd Woodbridge / Mark Woodforde | 6-4 1-6 3-6 2-6 |
| 2001 | Abierto de Australia | David Prinosil | Jonas Björkman / Todd Woodbridge | 1-6 7-5 4-6 4-6 |

## Títulos (24; 2+22)

### Individuales (2)
| Leyenda                |
| Grand Slam (0)         |
| Tennis Masters Cup (0) |
| ATP Masters Series (0) |
| ATP Tour (2)           |

| n.º | Fecha               | Torneo  | Superficie | Oponente en la final | Resultado   |
| --- | ------------------- | ------- | ---------- | -------------------- | ----------- |
| 1.  | 28 de abril de 1996 | Seúl    | Dura       | Martin Damm          | 7-6(3) 6-3  |
| 2.  | 11 de abril de 1999 | Chennai | Dura       | Rainer Schuettler    | 6-4 1-6 6-3 |

### Finalista en individuales (8)
- 1996: Adelaida (pierde ante Yevgeny Kafelnikov)
- 1996: Nueva Delhi (pierde ante Thomas Enqvist)
- 1998: Hong Kong (pierde ante Kenneth Carlsen)
- 1998: Tokio (pierde ante Andrei Pavel)
- 1998: Nottingham (pierde ante Jonas Björkman)
- 1999: Moscú (pierde ante Yevgeny Kafelnikov)
- 2000: Memphis (pierde ante Magnus Larsson)
- 2000: Nottingham (pierde ante Sébastien Grosjean)

### Dobles (22)
| Leyenda                |
| Grand Slam (1)         |
| Tennis Masters Cup (0) |
| ATP Masters Series (5) |
| ATP Tour (16)          |

| n.º | Fecha | Torneo               | Superficie    | Pareja         | Oponentes en la final               | Resultado        |
| --- | ----- | -------------------- | ------------- | -------------- | ----------------------------------- | ---------------- |
| 1.  | 1993  | Durban               | Dura          | Lan Bale       | Johan De Beer Marcos Ondruska       | 7-6, 6-2         |
| 2.  | 1993  | Washington D. C.     | Dura          | Rick Leach     | Grant Connell Patrick Galbraith     | 6-4, 7-6         |
| 3.  | 1993  | Basilea              | Dura          | Jonathan Stark | Brad Pearce Dave Randall            | 3-6, 7-5, 6-3    |
| 4.  | 1993  | Toulouse             | Dura          | Jonathan Stark | David Prinosil Ugo Riglewski        | 7-5, 7-6         |
| 5.  | 1993  | Viena                | Carpeta       | Jonathan Stark | Mike Bauer David Prinosil           | 6-3, 7-6         |
| 6.  | 1993  | París TMS            | Carpeta       | Jonathan Stark | Tom Nijssen Cyril Suk               | 7-6, 6-4         |
| 7.  | 1994  | Memphis              | Dura          | Jonathan Stark | Jim Grabb Jared Palmer              | 6-2, 6-4         |
| 8.  | 1994  | Roland Garros, París | Tierra batida | Jonathan Stark | Jan Apell Jonas Björkman            | 6-4, 7-6         |
| 9.  | 1994  | Toronto TMS          | Dura          | Jonathan Stark | Patrick McEnroe Jared Palmer        | 7-6, 7-6         |
| 10. | 1995  | Bolonia              | Tierra batida | Jonathan Stark | Libor Pimek Vince Spadea            | 7-5, 6-3         |
| 11. | 1995  | Moscú                | Carpeta       | Jonathan Stark | Tommy Ho Brett Steven               | 6-4, 3-6, 6-3    |
| 12. | 1996  | Dubái                | Dura          | Grant Connell  | Karel Nováček Jiří Novák            | 6-0, 6-1         |
| 13. | 1996  | Roma                 | Tierra batida | Jonathan Stark | Libor Pimek Byron Talbot            | 6-2, 6-3         |
| 14. | 1996  | Halle                | Césped        | Grant Connell  | Yevgeny Kafelnikov Daniel Vacek     | 6-1, 7-5         |
| 15. | 1996  | New Haven            | Dura          | Grant Connell  | Jonas Björkman Nicklas Kulti        | 6-4, 6-2         |
| 16. | 1998  | Hong Kong            | Dura          | Alex O'Brien   | Neville Godwin Tuomas Ketola        | 7-5, 6-1         |
| 17. | 1999  | Los Ángeles          | Dura          | Wayne Ferreira | Goran Ivanišević Brian MacPhie      | 6-2, 7-6(4)      |
| 18. | 1999  | Cincinnati TMS       | Dura          | Jonas Björkman | Todd Woodbridge Mark Woodforde      | 6-1, 2-6, 7-6(3) |
| 19. | 1999  | Stuttgart Indoor TMS | Dura          | Jonas Björkman | David Adams John-Laffnie De Jager   | 6-3, 6-4         |
| 20. | 2000  | Ciudad de México     | Clay          | Donald Johnson | Gastón Etlis Martin Rodríguez       | 6-3, 7-5         |
| 21. | 2001  | Chennai              | Dura          | Wayne Black    | Barry Cowan Mose Navarra            | 6-4, 6-3         |
| 22. | 2001  | Shanghái             | Dura          | Thomas Shimada | John-Laffnie De Jager Robbie Koenig | 6-2, 3-6, 7-5    |

### Finalista en dobles (torneos destacados)
- 1994: Abierto de Australia
- 1994: Masters de Indian Wells (junto a Jonathan Stark pierden ante Grant Connell y Patrick Galbraith)
- 1994: Masters de París (junto a Jonathan Stark pierden ante Jacco Eltingh y Paul Haarhuis)
- 1995: Masters de Hamburgo (junto a Andrei Olhovskiy pierden ante Wayne Ferreira y Yevgeny Kafelnikov)
- 1996: Wimbledon
- 1997: Masters de Roma (junto a Alex O'Brien pierden ante Mark Knowles y Daniel Nestor)
- 1999: Masters de Montreal (junto a Wayne Ferreira pierden ante Jonas Björkman y Patrick Rafter)
- 2001: Abierto de Australia